# Gmina Kupres (Federacja Bośni i Hercegowiny)
Gmina Kupres (boś. Općina Kupres) – gmina w Bośni i Hercegowinie, w kantonie dziesiątym. W 2013 roku liczyła 5057 mieszkańców.